# Cynoglossus marleyi
Cynoglossus marleyi es una especie de pez de la familia Cynoglossidae en el orden de los Pleuronectiformes.

## Distribución geográfica
Se encuentran desde las  costas de Mozambique hasta las de Sudáfrica.